# Clare Stevenson
Clare Grant Stevenson (Wangaratta, 18 luglio 1903 – Sydney, 22 ottobre 1988) è stata una militare australiana, direttrice dell'Aeronautica militare ausiliaria femminile australiana dal maggio del 1941 al marzo del 1946.
È stata descritta nel 2001 come "la donna più significativa nella storia dell'Aeronautica". Nato come ramo della Royal Australian Air Force (RAAF) nel marzo del 1941, il WAAAF fu il primo e il più grande servizio femminile in uniforme in Australia durante la seconda guerra mondiale, contando oltre 18.000 membri alla fine del 1944 e costituendo oltre il trenta per cento del personale di terra RAAF.

## Biografia
Nata a Wangaratta (Victoria) nel 1903, Clare Stevenson era la quinta di cinque figli. Dopo essersi trasferita con la famiglia a Essendon (Victoria), nel 1922 si iscrive all'università di Melbourne dove ne uscirà laureata nel 1925 in Educazione.
Inizia la carriera lavorativa con la YWCA nel 1926. Forte sostenitrice della formazione continua, durante i suoi primi due anni con l'associazione organizza corsi serali per lavoratori a Sydney, quindi diventa segretario generale di Rockhampton  nel Queensland, succursale della YWCA, dal 1929 al 1931. Nel 1932 assume una posizione di responsabile della formazione e della ricerca alla Berlei. Dal 1935 al 1939 rappresenta la società a Londra come dirigente, quindi torna in Australia con sede a Sydney, supervisionando la ricerca sui prodotti Berlei e la formazione del personale di vendita sino allo scoppio della seconda guerra mondiale.

### In aeronautica

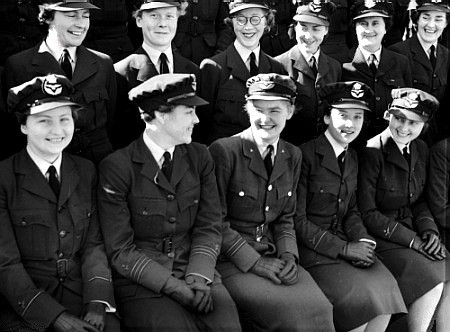
Clare Stevenson (in prima fila, la seconda da sinistra) con il suo staff al Deposito WAAAF, Victoria, agosto 1941

Alla fine del 1940 Stevenson è  nominata direttore dell'Aeronautica Militare Ausiliaria femminile Australiana (WAAAF). Il suo ruolo è quello della formazione morale e del benessere di tutto il personale, ma nonostante ciò, la società prevalentemente maschile dell'epoca ha creato non pochi ostacoli. Il vice maresciallo Air Henry Wrigley aveva scelto la Stevenson sulla base del suo background manageriale, delle sue qualifiche accademiche e della sua conoscenza delle organizzazioni femminili, e perché non era una "socialista". Nonostante i suoi dubbi, Stevenson accetta l'incarico in vigore dal 9 giugno.
Istituito il 25 marzo 1941 in risposta alle pressioni esercitate dalle donne che desideravano servire in guerra e per liberare più membri dell'equipaggio di terra maschile per distacchi all'estero, il WAAAF fu il primo ramo femminile in uniforme di un servizio armato in Australia, che precede organizzazioni simili nell'esercito e nella marina. Meno di duecento persone erano state assunte quando Stevenson diventa direttore a giugno; il numero aumenterà a circa mille entro la fine dell'anno.
Per i primi tre mesi della sua esistenza, il WAAAF era sotto il comando temporaneo dell'agente di volo Mary Bell, moglie di un capitano del gruppo RAAF ed ex comandante australiano del Corpo di addestramento aereo femminile, un'organizzazione di donne pilota e personale di terra che era stata formata nel 1939 e aveva fornito supporto volontario all'Aeronautica.  Bell si dimette dopo aver appreso della nomina di Stevenson.
Sin dall'inizio la Stevenson ha dovuto affrontare la discriminazione da parte delle autorità governative, molte delle quali erano state contrarie alla creazione di tale servizio.  Il ministro della Difesa, Harold Thorby, aveva dichiarato che "l'aviazione porta le donne fuori dal loro ambiente naturale, la casa e l'addestramento della famiglia", e diversi alti ufficiali dell'Aeronautica Militare, incluso l'uomo in seguito noto come "Padre della RAAF ", il maresciallo aereo Richard Williams, e il direttore dei servizi del personale, il capitano del gruppo Joe Hewitt, avevano anche combattuto la proposta.  Il capo dello staff aereo, il maresciallo capo aereo Sir Charles Burnett, un comandante della Royal Air Force che aveva apprezzato come l'Aeronautica ausiliaria femminile (WAAF) si fosse dimostrata durante la battaglia della Gran Bretagna nel 1940, aveva invece appoggiato la sua fondazione perdendo comunque un po' di interesse dopo che la sua scelta preferita come direttore, la figlia Sybil-Jean, ufficiale della WAAF, era stata respinta.  In seguito il governo federale decreta che il personale WAAAF sarebbe stato pagato per i due terzi rispetto a quello che riceveva un maschio impegnato nello stesso lavoro. Inoltre avrebbe potuto essere arbitrariamente licenziato per reati disciplinari senza ricorrere a un tribunale marziale e avrebbe dovuto aspettarsi di essere salutato come un atto di cortesia, non come una regola.  Joyce Thomson sosterrò che tali condizioni avevano reso le donne "civili in uniforme". Infin le donne erano inizialmente iscritte per periodi di dodici mesi rinnovabili piuttosto che arruolate come personale permanente;  solo nel 1943 il WAAAF è diventato parte dell'Aeronautica militare. Le donne arriveranno nel 1944 a 18.667.

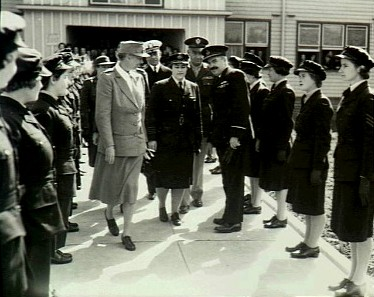
Stevenson (al centro), affiancata dalla First Lady americana, Eleanor Roosevelt (a sinistra), e dall'Air Commodore Frank Lukis (a destra), settembre 1943

Stevenson ha considerato l'edilizia abitativa, le divise e la formazione del personale come le prime priorità.  Una volta arrivata al deposito WAAAF n. 1 a Malvern, Victoria, è stata "sconvolta dall'atmosfera da prigione del luogo". Ha fatto ricorso alla sua esperienza di vendita al dettaglio per organizzare il WAAAF e progettare lunifor'me. Stevenson è promossa ufficiale di ala il 1º ottobre 1941 e ufficiale di gruppo il 1º aprile 1942, il grado più alto raggiunto da un membro del WAAAF in servizio. Si è interessata attivamente al reclutamento, ha voluto che le donne single con figli non fossero escluse dall'ingresso al WAAAF. Stevenson ha anche lavorato per mantenere il morale del personale, incoraggiando gli ufficiali a frequentare corsi di leadership di gruppo e organizzare attività ricreative e sportive per il personale.
Ha guidato il WAAAF anche dopo la fine della guerra, ritirandosi per motivi di salute il 22 marzo 1946.

### Dopo la guerra
Ritiratasi dell'Aeronautica continuò con i suoi progetti che aveva cominciato in gioventù fino al suo pensionamento definitivo nel 1960. Finanziò anche numerose associazioni benefiche.
Venne insigita Membro dell'ordine dell'Impero Britannico nel 1960 e membro dell'ordine dell'Australia nel 1988 per i servizi alla comunità dati dai veterani.
Morì il 22 ottobre 1988 a 85 anni, non si sposò mai.

## Opere
- Clare Stevenson e Honor Darling, The WAAAF Book, Sydney, Hale & Iremonger, 1984, ISBN 978-0-86806-151-1.